# Bosco (groupe)
Pour les articles homonymes, voir Bosco.
Bosco est un groupe de rock électronique français. Il est formé et actif à la fin des années 1990.

## Biographie
Dans les années 1980, Stéphane Bodin et François Marché jouent uniquement les intros dans un groupe dans un lycée à Niort. Dans les années 1990, ils se retrouvent à Paris et sortent leur premier album. Cet album, sorti sous le nom de Bosco en 1998, est en réalité une série de démos d'un sampler. Avec Paramour, leur deuxième album, Bosco utilisent 1 200 samples. Sur l'album Action, ils utilisent cinq samplers. Sylvia Tournerie réalise les pochettes de disques du groupe.
Les deux membres du groupe forment ensuite, en 2003, le trio Prototypes, auteur du titre Danse sur la merde. Bosco est également connu pour avoir aidé Stupeflip à leurs débuts.
En 2016, Bosco fonde le label indépendant Delodio, qui édite des musiques produites sur K7 dans les années 1980 et jamais éditées.

## Discographie

### Albums studio
- 1997 : Bosco
- 1998 : Everybody on the dance floor
- 1999 : Paramour
- 2001 : Action

### Remixes
- 2002 : Rubin Steiner - Guitarlandia Remixes
- 2008 : Rubin Steiner - More Weird Hits